# Souhvězdí

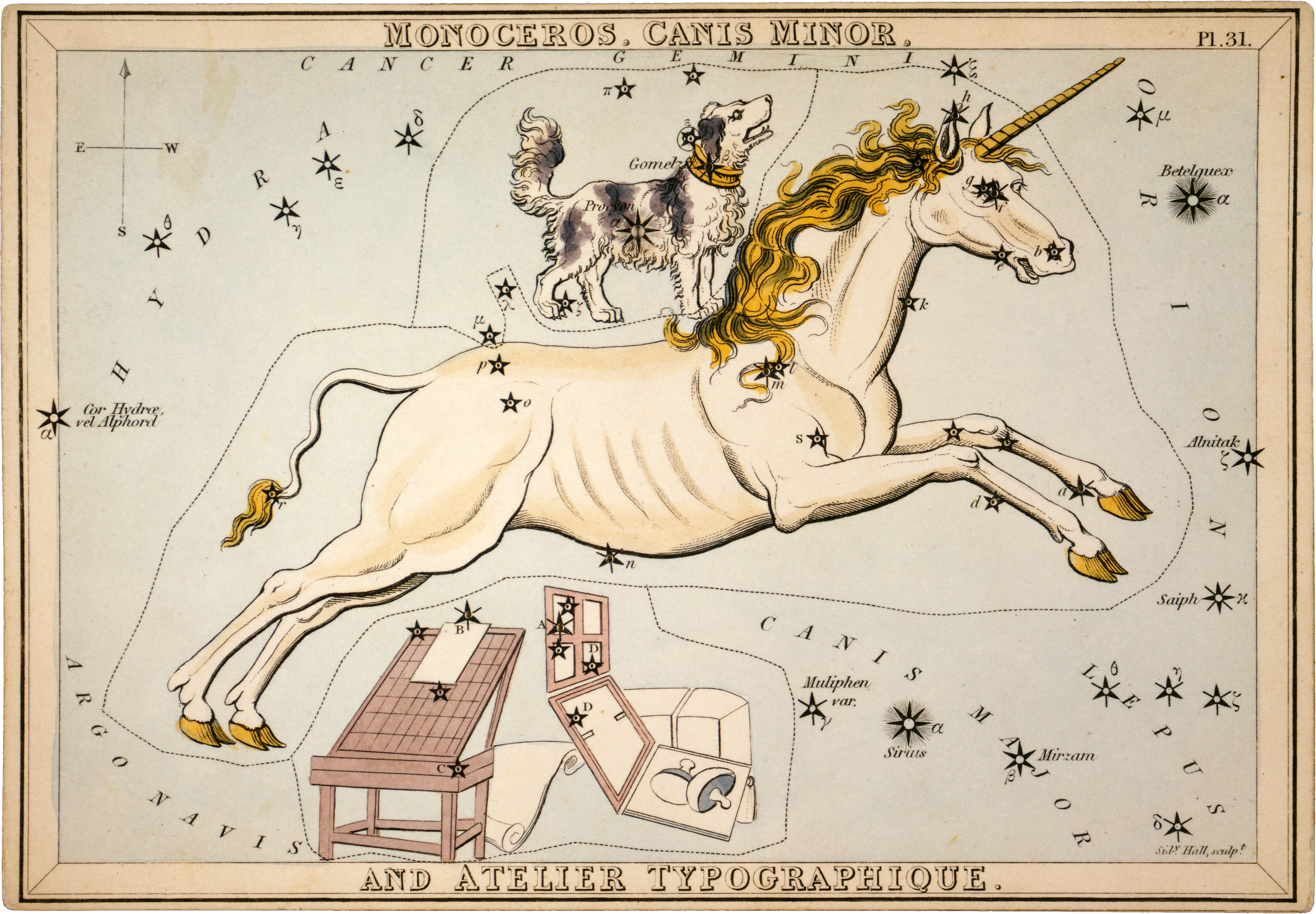
Mapa souhvězdí jednorožce z roku 1820–1830

Souhvězdí je v moderní astronomii oblast na obloze s přesně vymezenými hranicemi. Často se používá starší význam, kdy souhvězdí znamenají zdánlivé útvary na obloze tvořené několika jasnými hvězdami, případně i s jejich spojnicemi (alignement). Ty v dávných dobách lidem připomínaly především bohy a mytická zvířata, po kterých je také pojmenovali. Každá civilizace měla vlastní systém souhvězdí.
Na nebi bylo Mezinárodní astronomickou unií (v roce 1930) nakonec ustaveno právě 88 souhvězdí s jejich hranicemi. Z nich 48 nese pojmenování ještě z antických dob, byla popsána v Ptolemaiově Almagestu. Názvy těchto 48 souhvězdí se vztahují k řeckým mýtům. Pokrývají především severní a rovníkovou oblohu. Je to například Lev, Velká medvědice, Orion a Střelec. Antické figurální představy o souhvězdích zachycuje socha Farnesův Atlás. Řecká civilizace mnohá souhvězdí převzala z Mezopotámie nebo z Egypta. Tradiční souhvězdí se nachází na té části oblohy, která byla viditelná z 35° severní šířky v době kolem roku 5 000 př. n. l. Jednotlivé tvary však mohly být známy už mnohem dříve (například obraz souhvězdí Oriona byl nalezen i na kosti pocházející z doby kamenné).
Souhvězdí jižní oblohy a některá malá souhvězdí vznikla později. Autoři jejich názvů i tvarů jsou mořeplavci a vědci, kteří se v době zámořských objevů dostali na jižní polokouli, kde mohli poprvé tato souhvězdí pozorovat a kteří je potřebovali k orientaci. Popis jižní oblohy dokončil v 18. století francouzský astronom Nicolas-Louis de Lacaille. Ten zavedl Trojúhelník, Mikroskop, Vývěva a několik dalších souhvězdí.

## Pozorování
Souhvězdí i dnes pomáhají při orientaci na obloze. Žijeme-li na severní polokouli, pak můžeme během roku pozorovat souhvězdí severní, zatímco jižní nám zůstanou z velké části skryta. Je to dáno tím, že zemská osa se v prostoru téměř nepohybuje a vůči vzdáleným hvězdám zůstává v klidu (míří stále k Polárce neboli Severce). Jižní souhvězdí jsou pak bez ustání zakryta zemským tělesem.
Souhvězdí v okruhu kolem světového pólu, tzv. cirkumpolární souhvězdí jsou vidět z daného místa po celý rok. Poloměr tohoto okruhu je stejný jako zeměpisná šířka místa pozorování. Pozorovatel na pólu vidí neustále tutéž část oblohy. Naopak pozorovatel stojící blízko rovníku by během jednoho dne mohl teoreticky spatřit celé nebe i se všemi hvězdami. Polárku by neustále viděl těsně nad obzorem.
Prakticky k tomu však nikdy nedojde, neboť ve dne hvězdy pozorovat nemůžeme a celá jedna polovina nebe, ve které se nachází Slunce, je skryta v jeho záři. Musíme si počkat mnoho měsíců, než se Země na své dráze kolem Slunce posune. Tak se nám otevře výhled na souhvězdí do této chvíle skrytá. Právě proto se často hovoří o jarní, letní, podzimní a zimní obloze.

## Dělení
Souhvězdí jsou dělena do rodin souhvězdí:
- Rodina Velké medvědice
- Perseova rodina
- Herkulova rodina
- Zvířetníková souhvězdí – leží na ekliptice.
- Orionova rodina
- Nebeské vody
- Bayerova rodina – poprvé je popsal německý astronom Johann Bayer v roce 1603
- La Caillova rodina

## Tvary souhvězdí
Jednotlivé hvězdy souhvězdí spojuje pouze lidská představivost. Slunce stejně jako ostatní hvězdy, které vidíme prostým okem na obloze, patří do naší Galaxie, ale jinak jsou na sobě nezávislé. Vedle sebe můžeme vidět hvězdy, které se navzájem vůbec nepodobají, které dělí propastné vzdálenosti a které se pohybují různými směry. Pomíjivost tvarů souhvězdí je poměrně „svižná“: kolem 30 tisíc let. Poté se hvězdy od sebe na obloze vzdálí a obrazec se rozpadne.
Výjimkou jsou takzvané otevřené hvězdokupy a pohybové hvězdokupy. Jsou-li dostatečně blízko, mohou tvořit a většinou i tvoří převážnou část celého souhvězdí. Hyády v Býku a většina hvězd Velkého vozu takovými hvězdokupami jsou.
Dnes už označení souhvězdí neznamená jen tvar a několik hvězd v tento tvar spojený. Každé jedno souhvězdí má přesné hranice a stalo se v podstatě jakýmsi územím nebeské sféry, do kterého spadá všechno, co v tomto území můžeme v dalekém vesmíru pozorovat. Tělesa Sluneční soustavy se při pozorování ze Země promítají postupem času do různých souhvězdí. Hranice souhvězdí byly určené podle poledníků a rovnoběžek na nebeské sféře v době jejich vzniku. Kvůli precesi zemské osy a souvisejícímu posunu pólů již dnešním poledníkům a rovnoběžkám neodpovídají.

## Zajímavosti o souhvězdích
- Největším souhvězdím celé oblohy bývala loď Argo (legendárních Argonautů). Toto veliké souhvězdí však bylo v 18. století rozděleno na Lodní kýl, Lodní záď, Kompas, Holubici, Létající rybu a Plachty. Dnes je největším souhvězdím Hydra.
- Jen jedno souhvězdí je půlené. Had byl dříve součástí Hadonoše. Po jejich oddělení Hadonoš Hada přeťal a Had se stal dvoudílným souhvězdím. Dvě jeho části můžeme rozlišit jako Hlavu hada a Ocas hada. Jde ale o jediné souhvězdí Hada.
- Velký vůz není souhvězdí, ale tzv. asterismus. Jde o skupinu hvězd, která patří k souhvězdí Velké medvědice. Malý vůz se oficiálně česky jmenuje Malý medvěd.
- V rámci krátkých časových úseků (den, rok) mají souhvězdí neměnný tvar a velikost, a to i nezávisle na momentální poloze na obloze (světová strana, nadhlavník). To vedlo již astronomy Aristotelovy doby k přesvědčení, že oproti vzdálenosti hvězd musí být velikost Zeměkoule zanedbatelně malá. Také je to ale vedlo k umístění Zeměkoule do centra kosmu.
- V rámci dlouhých časových úseků ale souhvězdí již svoji podobu mění. Například v době druhohor bychom žádný ze současných obrazců na obloze ještě nenašli.[1][2]